# Grand-Vabre
Grand-Vabre é uma ex-comuna francesa na região administrativa de Occitânia, no departamento de Aveyron. Estendeu-se por uma área de 29,53 km². Em 2010 a comuna tinha 403 habitantes (densidade: 13,6 hab./km²).
Em 1 de janeiro de 2016 foi fundida com as comunas de Conques, Noailhac e Saint-Cyprien-sur-Dourdou para a criação da nova comuna de Conques-en-Rouergue.